# Panzerballett
Panzerballett — німецький гурт, що виконує музику, що поєднує в собі елементи великого числа стилів, у тому числі джазу, метала і прогресивного року. Їх музику найчастіше називають джаз-металом. Для їх творчості характерні важкі «металеві» рифи, складні ритмічні структури, джазові партії саксофона та інших інструментів, а також своєрідні інтерпретації відомих хітів і мелодій.

## Склад
- Jan Zehrfeld — гітара;
- Martin Mayrhofer — гітара;
- Gregor Bürger — саксофон;
- Alexander von Hagke — саксофон;
- Heiko Jung — бас-гітара;
- Sebastian Lanser — барабани

## Дискографія

### Студійні альбоми
- 2005 — Panzerballett
- 2008 — Starke Stücke
- 2009 — Hart Genossen Von Abba Bis Zappa [Promo]
- 2012 — Tank Goodness
- 2015 — Breaking Brain
- 2017 — X-Mas Death Jazz